# Gerard van Cremona

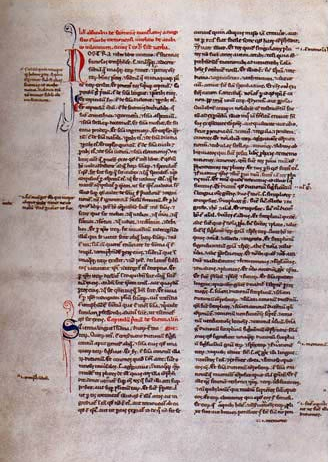
Latijnse vertaling van een werk van al-Farabi

Gerardus van Cremona (Latijn: Gerardus Cremonensis) (Cremona, Lombardije, c. 1114 – Toledo, 1187) was een vertaler van Arabische wetenschappelijke werken. Hij was een van de belangrijkste personen uit wat wel Toledo's school van vertalers wordt genoemd. Hij vertaalde ongeveer 70 Arabische en klassieke Griekse werken naar het Latijn en maakte die zo bekend in Europa. 
Toledo was onder de Moren een belangrijke stad voor studie geweest en toen het in 1085 door de christelijke Alfonso VI van Castilië veroverd werd, bleven de vele Moorse en Joodse bibliotheken bewaard. 

## Belangrijke vertalingen
Gerardus van Cremona vertaalde onder andere de Almagest, het belangrijkste boek van de hellenistische astronoom Ptolemaeus. Dit oorspronkelijk Griekstalige werk was eerder vertaald naar het Arabisch en dankzij Gerard van Cremona's werk was het nu ook in het Latijn te lezen. 
Daarnaast vertaalde Gerardus van Cremona onder andere werken van Euclidius, Farabi, Farghani, Razi en andere werken.